# Ноля (приток Ветлуги)
Но́ля — река в Воскресенском районе Нижегородской области России. Устье реки находится в 121 км по левому берегу реки Ветлуги. Длина реки составляет 32 км, площадь водосборного бассейна — 177 км².
Исток реки находится в заболоченном лесу в 22 км к северо-востоку от посёлка Воскресенское. Река течёт на юг, в нижнем течении — на юго-восток, русло извилистое. Всё течение реки проходит по лесному массиву, в верхнем течении на реке деревни Красная Новь, Ноля, Красная Поляна. В нижнем течении последовательно протекает по нескольким старицам Ветлуги, впадает в неё около села Козиково.

## Данные водного реестра
По данным государственного водного реестра России относится к Верхневолжскому бассейновому округу, водохозяйственный участок реки — Ветлуга от города Ветлуга и до устья, речной подбассейн реки — Волга от впадения Оки до Куйбышевского водохранилища (без бассейна Суры). Речной бассейн реки — (Верхняя) Волга до Куйбышевского водохранилища (без бассейна Оки).
Код объекта в государственном водном реестре — 08010400212110000043571.